# Tallulah (Louisiana)
Tallulah is een plaats (city) in de Amerikaanse staat Louisiana, en valt bestuurlijk gezien onder Madison Parish.

## Demografie
Bij de volkstelling in 2000 werd het aantal inwoners vastgesteld op 9189.
In 2006 is het aantal inwoners door het United States Census Bureau geschat op 8042, een daling van 1147 (-12,5%).

## Geografie
Volgens het United States Census Bureau beslaat de plaats een oppervlakte van
7,0 km², geheel bestaande uit land. Tallulah ligt op ongeveer 23 m boven zeeniveau.

## Plaatsen in de nabije omgeving
De onderstaande figuur toont nabijgelegen plaatsen in een straal van 32 km rond Tallulah.